# سيف مون
سيف مون (بالإنجليزية: SafeMoon)‏ هي عملة مشفرة أنشئت في مارس 2021، على سلسلة بينانس الذكية.
تفرض العملة المشفرة رسومًا بنسبة 10٪ على المعاملات، مع إعادة توزيع 5٪ (أو انعكاس) على حاملي الرموز، و5٪ موجهة إلى محفظة عملة مختلفة، بينانس (BNB)، التي يتحكم فيها ما يصفه مؤلفو العملات الرقمية بأنه تجمع سيولة، لإنشاء «أرضية سعرية صلبة ووسادة لحامليها».

## تاريخ
أصدرت سيف مون في مارس 2021. شعار سيف مون «بأمان إلى القمر» مستوحى من العبارة الشعبية «إلى القمر» التي تعني «ارتفاع السعر بسرعة». بعد الإطلاق، اكتسبت سيف مون بسرعة أكثر من مليون حامل للعملة المشفرة. تضاعفت قيمة سيف مون بسرعة بعد موجة من التأييد من المشاهير، بما في ذلك من مغني الراب ليل ياتي واليوتيوبي لوجان بول والمدون الرياضي ديف بورتنوي. في مايو، أعلن المشروع عن عمل عرض تقديمي إلى غامبيا لتقديم «تكنولوجيا للابتكار وأغراض التعلم».